# Cenredo de Wessex
Cenredo da Saxônia Ocidental (em inglês:  Cenred) foi um membro da Casa da Saxônia Ocidental e membro da linhagem masculina de Cínrico (Cynric) até Egberto (Egberto). É possível que Cenredo tenha reinado junto com seu filho, Ine, por um período. Há poucas evidências para reinados conjuntos e outras, mais fortes, para reis subordinados que governavam sob um monarca dominante, num período não muito antes. Ine reconheceu a ajuda de seu pai em seu código legal e existe também uma concessão de terras que indica que Cenredo ainda estava reinando na Saxônia Ocidental após a ascensão de Ine.
Era filho de Ceolvaldo da Saxônia Ocidental (Ceolwald) e teve pelo menos dois filhos: Ingildo (Ingild), o bisavô de Ealmundo de Kent (Ealhmund) e trisavô de Egberto; e Cuteburga, que se casou com Aldfrido (Aldfrith) e tornou-se abadessa de Wimborne. É possível também que tenha haviado uma filha que se casou com Edelfrido da Saxônia Ocidental (Aethelfrith), mas esta alegação pode ter sido lançada para substanciar a reivindicação de Etelredo da Saxônia Ocidental (Æthelheard) ao trono.